# Фрич, Харальд
Харальд Фрич (нем. Harald Fritzsch; 10 февраля 1943, Цвиккау, Германия — 16 августа 2022, Мюнхен, Германия) — немецкий физик-теоретик, работавший в области физики элементарных частиц, профессор Мюнхенского университета.

## Биография
Харальд Фрич родился 10 февраля 1943 года в городе Цвиккау, который после Второй мировой войны оказался на территории Германской Демократической Республики. В 1963—1968 годах Фрич изучал физику в Лейпцигском университете, по окончании которого он послал текст своей дипломной работы работавшему в Мюнхене Вернеру Гейзенбергу. 
В том же 1968 году Фричу вместе с его другом Штефаном Вельцком удалось осуществить побег из Восточной Европы. Сначала они под видом туристов добрались до черноморского берега Болгарии, а затем на лодке по Чёрному морю перебрались в Турцию, откуда в конце концов попали в Западную Германию (ФРГ).
Гейзенберг принял Фрича в свою группу в Мюнхенском техническом университете в качестве аспиранта. В 1971 году Фрич защитил диссертацию на тему «Об алгебраической структуре наблюдаемых при сильном взаимодействии» (нем. Über die algebraische Struktur von Observablen in der starken Wechselwirkung), его научным руководителем был Генрих Миттер.
Благодаря стипендии Германской службы академических обменов (DAAD), в 1970 году Фрич получил возможность в течение шести месяцев работать в Центре Стэнфордского линейного ускорителя (SLAC, Калифорния, США). В этот же период он посетил Аспенский центр физики (Аспен, Колорадо), где в первый раз встретился с Марри Гелл-Манном, лауреатом Нобелевской премии по физике за 1969 год.
В 1971—1972 годах Фрич был научным сотрудником ЦЕРНа (Женева), а затем в течение четырёх лет работал в Калифорнийском технологическом институте (Пасадина, Калифорния), продолжая сотрудничество с Гелл-Манном. В 1977 году он принял предложение стать профессором в Вуппертальском университете, но вскоре после этого перевёлся на аналогичную должность в Бернском университете, а в 1979 году он стал профессором Мюнхенского университета.

## Научные результаты
В 1971 году Харальд Фрич и Марри Гелл-Манн предложили рассматривать цветовой заряд в качестве точной симметрии, которая является основополагающей для сильного взаимодействия. В 1972 году они же предложили калибровочную теорию Янга — Миллса с локальной цветовой симметрией, которая легла в основу квантовой хромодинамики (КХД). В 1973 году была опубликована статья Харальда Фрича, Марри Гелл-Манна и Генриха Лойтвилера, в которой была предложена цветовая октетная модель глюона (переносчика сильного взаимодействия).
В работах, опубликованных в середине 1970-х годов вместе с Петером Минковским, Фрич предложил использовать группу SO(10) для построения теории Великого объединения. Во конце 1970-х годов Фрич написал ряд работ, посвящённых описанию кварков и лептонов в шестикварковой модели — соответствующие матрицы масс получили название «массовых матриц Фрича». Фрич также внёс значительный вклад в развитие теории слабого взаимодействия и композитных моделей.
Харальд Фрич также известен как автор ряда научно-популярных книг. В частности, его книга «Quarks: Urstoff unserer Welt» (с нем. — «Кварки: Основа нашего мира»), вышедшая в свет в начале 1980-х годов, была переведена на более чем двадцать языков.

## Награды и премии
- Медаль за естественно-научную публицистику[нем.], Немецкое физическое общество (1994)[5]
- Член Берлинско-Бранденбургской академии наук (2003)[1][6]
- Медаль Дирака[нем.], Университет Нового Южного Уэльса (2008)[1]
- Почётный доктор Лейпцигского университета (2013)[1]

## Некоторые публикации

### Статьи
- H. Fritzsch, M. Gell-Mann, H. Leutwyler. Advantages of the color octet gluon picture, Physics Letters, 1973, v. B47, No. 4, p. 365—368, doi:10.1016/0370-2693(73)90625-4
- H. Fritzsch, P. Minkowski. Unified interactions of leptons and hadrons, Annals of Physics, 1975, v. 93, No. 1—2, p. 193—266, doi:10.1016/0003-4916(75)90211-0
- H. Fritzsch. Weak interaction mixing in the six-quark theory, Physics Letters, 1978, v. B73, No. 3, p. 317—322, doi:10.1016/0370-2693(78)90524-5
- H. Fritzsch. Quark masses and flavor mixing, Nuclear Physics, 1979, v. B155, No. 1, p. 189—207, doi:10.1016/0550-3213(79)90362-6

### Книги
- H. Fritzsch. Quarks: Urstoff unserer Welt. — München: R. Piper & Co. Verlag, 1981, 319 Seiten, ISBN 9783492024273
Русский перевод: Г. Фритш. Основа нашего мира (перевод с немецкого А. В. Беркова) — М., Энергоатомиздат, 1985, 207 с.